# ケープタウン国際空港
ケープタウン国際空港（ケープタウンこくさいくうこう、英語:Cape Town International Airport）は、南アフリカ共和国西ケープ州ケープタウン市都市圏にある国際空港。

## 概要
2019年の旅客数は1082万人で、アフリカでは、ヨハネスブルグ国際空港、カイロ国際空港に次ぐ規模だった。
1993年まで南アフリカ運輸省の直接所管であったが、現在は南アフリカ空港会社（ACSA）によって管理・運営されている。

## ターミナル
元々、国際線と国内線ターミナルは別々の建物だったが、2010 FIFAワールドカップに合わせて両ターミナルの間に「セントラルターミナル」が建設され、出発と到着ホールが一体化された。

## 就航航空会社と就航都市

### 国際線
| 航空会社                     | 就航地 |
| ---------------------------- | --- |
| エアリンク                   | ハラレ国際空港（ハラレ）、マプト国際空港（マプト）、マウン空港（マウン）、ウィンドフック・ホセア・クタコ国際空港（ウィントフック）、ウォルビスベイ国際空港（ウォルビスベイ）、ヴィクトリアフォールズ空港（ヴィクトリアフォールズ） |
| エア・ボツワナ               | セレツェカーマ国際空港(ハボローネ) |
| エスワティニ・エア           | キング・ムスワティ3世国際空港（マンジニ） |
| フライナミビア               | ウィンドフック・ホセア・クタコ国際空港（ウィントフック） |
| エチオピア航空               | ボレ国際空港（アディスアベバ） |
| ケニア航空                   | ジョモ・ケニヤッタ国際空港（ナイロビ）、リヴィングストン空港（リヴィングストン）、ヴィクトリアフォールズ空港（ヴィクトリアフォールズ）                                                                                             |
| モーリシャス航空             | サー・シウサガル・ラングーラム国際空港（モーリシャス） |
| プロフライトザンビア         | ルサカ国際空港（ルサカ） |
| ルワンダ航空                 | キガリ国際空港（キガリ）、ハラレ国際空港（ハラレ） |
| TAAGアンゴラ航空             | クアトロ・デ・フェベレイロ空港（ルアンダ） |
| カタール航空                 | ハマド国際空港（ドーハ） |
| エミレーツ航空               | ドバイ国際空港（ドバイ） |
| ターキッシュ エアラインズ    | イスタンブール空港（イスタンブール） |
| ブリティッシュ・エアウェイズ | ロンドン・ヒースロー空港（ロンドン）、ロンドン・ガトウィック空港（ロンドン） |
| エールフランス               | 季節運航 : パリ＝シャルル・ド・ゴール空港（パリ） |
| エア・ベルギー               | ブリュッセル空港（ブリュッセル） |
| KLMオランダ航空              | アムステルダム・スキポール空港（アムステルダム） |
| ルフトハンザドイツ航空       | フランクフルト空港（フランクフルト） 季節運航 : ミュンヘン空港（ミュンヘン） |
| コンドル航空                 | 季節運航 : フランクフルト空港(フランクフルト) |
| エーデルワイズ航空           | チューリッヒ空港（チューリッヒ） |
| シンガポール航空             | シンガポール・チャンギ国際空港（シンガポール） |
| デルタ航空                   | ハーツフィールド・ジャクソン・アトランタ国際空港（アトランタ） |
| ユナイテッド航空             | ニューアーク・リバティー国際空港（ニューアーク）、ワシントン・ダレス国際空港（ワシントンD.C.） |

### 国内線
| 航空会社         | 就航地 |
| ---------------- | --- |
| 南アフリカ航空   | O・R・タンボ国際空港（ヨハネスブルグ） |
| エアリンク       | O・R・タンボ国際空港（ヨハネスブルグ）、ブルームフォンテーン国際空港（ブルームフォンテーン）、ジョージ空港（ジョージ）、ホエドスプルート空港（ホエドスプルート）、キンバリー空港（キンバリー）、クルーガー・ムプマランガ国際空港（ネルスプロイト）、ポートエリザベス国際空港（ポート・エリザベス）、スククザ空港（スククザ）、アピントン空港（アピントン） |
| フライサファイア | キング・シャカ国際空港（ダーバン）、イースト・ロンドン空港（イースト・ロンドン）、ランセリア国際空港（ヨハネスブルグ）、ブルームフォンテーン国際空港（ブルームフォンテーン）、ジョージ空港（ジョージ）、 O・R・タンボ国際空港（ヨハネスブルグ）、ポートエリザベス国際空港（ポート・エリザベス）                                                            |
| ケムエア         | プレテンベルグ・ベイ空港（プレテンベルグ・ベイ）、キング・シャカ国際空港（ダーバン）、イースト・ロンドン空港（イースト・ロンドン）、ホエドスプルート空港（ホエドスプルート）、O・R・タンボ国際空港（ヨハネスブルグ）、キンバリー空港（キンバリー） |
| リフト           | キング・シャカ国際空港（ダーバン）、 O・R・タンボ国際空港（ヨハネスブルグ） |

## 交通
約2,000台収納ができる駐車場が整備されており、ターミナルまでのシャトルバスが運行している。
- ナショナルロード
  - N2（都市高速道路・M22を経由）